# Avokado (frugt)
Avocadoplanten dyrkes for sine spiselige frugter, der bærer samme navn som planten. Avocadofrugten er vitaminrig (især B-, E- og K-vitamin) og har et markant højere fedtindhold end de fleste andre frugter, hovedsageligt monoumættet fedt. Frugten har en hård, mørkegrøn overflade som er fuldstændig uspiselig – den er endda dokumenteret dødeligt giftig for en række dyr. Indeni avocadofrugten er der et blødt frugtkød der kan være hvidt, gult eller lysegrønt, og som smager mildt og smøragtigt. Inderst i avocadoen er der en sten, der ligesom skallen er uspiselig.